# محمدتقی کاویانی‌پور
محمدتقی کاویانی‌پور (زادهٔ ۱۳۳۷) سیاستمدار اهل ایران است. وی نمایندهٔ حوزهٔ انتخابیهٔ نهاوند در دورهٔ هفتم مجلس شورای اسلامی بوده‌است.